# Sollentuna och Färentuna tingsrätt
Sollentuna och Färentuna tingsrätt var en tingsrätt i Sverige med kansli i Sollentuna. Tingsrättens domsaga omfattade vid upplösningen av kommunerna Sollentuna, Järfälla, Upplands Bro och Ekerö. Tingsrätten och dess domsaga ingick i domkretsen för Svea hovrätt. Tingsrätten upphörde 1977 och områdena i domsagan övergick till de nybildade Jakobsbergs domsaga och Sollentuna domsaga samt till Solna domsaga.

## Administrativ historik
Vid tingsrättsreformen 1971 bildades denna tingsrätt i Sollentuna av häradsrätten för Sollentuna och Färentuna domsagas tingslag. Domkretsen bildades av tingslaget samt delar av Trögds tingslag och bestod 1971 av kommunerna Järfälla, Upplands-Bro, Sollentuna och Ekerö.  1977 upphörde tingsrätten och ur den upplösta domsagan överfördes Sollentuna kommun till den då nybildade Sollentuna domsaga, Järfälla kommun och Upplands-Bro kommun till den då nybildade Jakobsbergs domsaga medan Ekerö kommun överfördes till Solna domsaga.
Tingsplats var Haga tingshus.

## Lagmän
- 1971-:1976 Arend Nordin